# Gone Bald
Gone Bald is een noise- en mathrockband die in 1994 werd opgericht in Zagreb (Kroatië) door zanger/gitarist Ivica Kosavic. De bandleden verhuisden na de eerste release naar Amsterdam en dat is tot op vandaag de thuisbasis gebleven. De band gaf tapes, een 7” single en cd’s uit op verschillende Europese onafhankelijke platenlabels, waaronder Narrominded (Nederland) en Interstellar Records (Oostenrijk). Verschillende tours brachten de band in Duitsland, Luxemburg, België, Frankrijk, Italië, Bosnië, Kroatië en Oostenrijk.

## Gerelateerde artiesten
Gone Bald heeft door de jaren heen veel bezettingswisselingen ondergaan. Bandleden van Gone Bald waren of zijn actief in projecten als Razorblade Jr, Blisters, Pink Noise Quartet, Heroface, Boutros Bubba, Quarles Van Ufford, Reizende Verkoper, Garçon Taupe en Spoelstra.
De band deelde het podium met Neptune, Butthole Surfers, Chinese Stars, The Ex, Sebadoh en The Jesus Lizard.

## Discografie

### Albums
- Jesus Is Coming Soon (Kekere Aquarium, 1994) - Tape
- Fairytale Addict (Kekere Aquarium, 1994) - Tape
- Little Song Of Love (100% Recordings, 1995) - Cd
- Gone Bald -  (100 % Recordings, 1997) - Cd
- Ona (FBWL Records, 1997) -  7” Single, split met No Tomorrow Charlie
- S.O.S. – (Geen label, 2001) -  Cd
- It Takes Guts To Tango (Geen label, 2002) Cd-r
- Soul Vacation In Rehab Clinic (Interstellar Records, 2003) - Cd
- Exotic Klaustrofobia (Narrominded, 2005) - Cd
- 100 Ways to become cool (Narrominded, 2007) - Cd, Boek, Dvd

#### Compilaties
- Feathers, Wood and Aluminium (Earwing, 1998)
- That Dam! Cd #2 That Dam!, (2005)
- Gone Bald 10 Year Anniversary Compilation (2004)
- Whosbrain Sampler #1 (Whosbrain, 2008)